# Lindner Károly
Lindner Károly  (Budapest, 1921. január 29. – Budapest, 1998. október) vegyészmérnök, a magyarországi tápanyag- és élelmianyag-ismeret meghatározó alakja.

## Munkássága
Vegyészmérnöki tanulmányait a Budapesti Műszaki Egyetemen végezte, ahol 1992-ben vette át aranydiplomáját. Az 1955 januárjában elindult és a mai napig szakmai elismertséget élvező Élelmiszervizsgálati Közlemények szakfolyóirat aktív szerzője és szerkesztőbizottsági tagja volt 1955 és 1966, majd 1970 és 1985 között. 1966-ban megírt kandidátusi értekezésének címe: Táplálékfehérjék és egyéb aminosavforrásaink. 1973-ig az Országos Élelmezési- és Táplálkozástudományi Intézet igazgatóhelyettese volt. Ebből a pozícióból került a Kereskedelmi és Vendéglátóipari Főiskolára. A Kereskedelmi és Vendéglátóipari Főiskola Élelmezéstudományi Tanszékének vezetőjeként számos tananyag szerkesztésében és szakkönyv megírásában vett részt, és igen fontos szerepet játszott tanszéke kutató-fejlesztő munkájának elősegítésében. Tarján Róberttel és Bíró Györggyel közösen írt  és szerkesztett Tápanyagtáblázat című műve 13 kiadást élt meg.

## Tanulmányai
Családjának vegyészmérnöki beállítottságát követve – édesapja és fivére is vegyészmérnöki diplomát szerzett – középiskoláinak befejezése után a budapesti Magyar Királyi József Nádor Műegyetemre iratkozott be 1938-ban. A Plank Jenő professzor által vezetett Általános Kémiai Tanszéken hallgatóként megbízott, majd kinevezett tanársegédként tevékenykedett. 1938 és 1942 között a kötelező kilenc félévet nyolc félév alatt végezte el. A komplex vaskarbonátok megbontásával foglalkozó szigorlati munkájának eredményeire a Magyar Chemiai Folyóirat 1947-es számában hivatkoznak.

## 1942-1949
1942-1949-ig a Budapest Főváros Vegyészeti és Élelmiszer-analitikai Intézetében valamennyi osztályon dolgozva az élelmiszerek analitikája, továbbá a textil- és mosószer ipar ellenőrzése területén szerzett jártasságot. A hazai gyógyvízkataszter felvételi vizsgálataiban is részt vet 1948-49-ben. Ezt követően került az 1949-ben megalakult Élelmezés- és Táplálkozástudományi Intézetbe, ahol először a Mikroanalitikai Osztályon élelmiszer-toxikológiai vonatkozású, ásványi és fémkutatási kérdésekkel foglalkozott. 1950-től a Biokémiai Osztály vezetője, 1961-től 1973-ig egyidejűleg az Intézet igazgatóhelyettese. Érdeklődésének középpontjában állt az élelmiszerek összetételének megismerése és a komponensek biológiai értékének tanulmányozása. Munkatársaival karöltve, közel 25 éves munkával, a vizsgálatok körét állandóan bővítve kapcsolódott a növénynemesítési és fajtakísérleti országos munkálatokhoz. Felmérő munkája az élelmiszer-összetevőknek tárolás és feldolgozás során bekövetkező nyomon követésére is kiterjedt. E szisztematikusan végzett munkájának eredményességéről a 13 kiadásban megjelent “tápanyagtáblázat” tanúskodik, amely nélkülözhetetlen forrás a táplálkozástudománnyal foglalkozó elméleti és gyakorlati   kérdések megválaszolásához.

## 1955-1969
Az aminosavak elemzése területén elért eredményeit a Magyar Tudományos Akadémia 1955-ben a kandidátusi cím, a táplálékfehérjék és egyéb aminosavforrások felmérésében és analitikájában végzett munkásságát 1967-ben a kémiai tudományok doktora fokozat megadásával ismerte el. 1966 és 1969 között a Magyar Tudományos Akadémia megbízásából a Havannai Élelmezéstudományi Intézet egyik megalapítójaként működött. Az ott végzett munka eredményeit előadásokon és közleményekben ismertette.

## 1973-1992
1973-tól 1982-ig a Kereskedelmi és Vendéglátóipari Főiskola Élelmiszerismeret- és Táplálkozástudományi Tanszékének vezetője. E tisztét 1983-ban is megtartva, még 1992-ig oktatott a Tanszéken. Oktatómunkája mellett vizsgáztatással és diplomamunkák bírálásával is részt vet a Tanszék munkájában.
Több alkalommal részesült kitüntetésben az Egészségügyi-, az Élelmiszeripari-, a Mezőgazdasági Minisztérium, a Magyar Szabványügyi Hivatal, valamint hazai tudományos társaságok részéről is. Nyugalomba vonulásakor a Munka érdemrend Arany Fokozatát kapta meg.

## Szervezeti tagsága és publikációi
A Magyar Tudományos Akadémia Élelmiszer-analitikai, Lipidkémiai és Növénynemesítő Bizottságában aktív tagként, ill. tisztségviselőként működött. A Magyar Élelmiszeripari Tudományos Egyesületnek, a Magyar Táplálkozástudományi Társaságnak és a Gesellschaft der Europäischen Nutritionist alapító, ill. vezetőségi tagja volt. A European Academy of Nutrional Sciences tagjaként, 1988-tól tiszteletbeli tagként tartotta számon. Több ízben vet részt a FAO,  ill. a WHO által szervezett munkákban.
Számtalan előadást tartott hazai és nemzetközi tanácskozásokon. Nyugdíjba vonulása után a MÉTÉ Technika és Tudománytechnikai Szakosztályának vezetőségében az élelmiszeripari múzeumok megörökítésének munkálataiban szerzett érdemeket. Tudományos munkáinak eredményeit mintegy 150 közleményben – közöttük 50 külföldi folyóiratban – és társszerzőként 10 könyvben találjuk meg.

## Magánemberként
Sokszínű egyéniségét a klasszikus zene szeretet, természetjáró útjain, valamint élő és holt városokban tett utazásain a kultúra történetét hordozó műalkotásokról művészi meglátással készített videofelvételei és akvarelljei tükrözik.

## Fontosabb művei
- Lindner, K. (1956). Polarographische Beurteilung des biologischen Wertes der Eiweissstoffe. Budapest: Akadémia Kiadó.
- Lindner, K. (1957). Der Ernährungswert der ungarischen Kartoffeln. Budapest: Akadémiai Kiadó.
- Lindner, K. (1966). Táplálékfehérjék és egyéb aminosavforrásaink. (Kandidátusi disszertáció). Budapest.
- Lindner, K. (1974 ). A fehérje biológiai értékmeghatározásának problémái. Élelmiszervizsgálati Közlemények, 20, 5-6, 275-285. old.
- Lindner, K. (szerk.) (1976). Élelmianyag-ismeret. Budapest: Közgazdasági és Jogi Könyvkiadó.
- Lindner, K. (1977). Táplálkozás- és élelmezéstan. Budapest: Közgazdasági és Jogi Könyvkiadó.
- Lindner, K.  (1978). Felsőfokú oktatás az USA vendéglátóiparában. Vendéglátás, XXII. 23. old.
- Lindner, K.  (1978). Vendég várás-járás: Kanada fehér asztal mellett. Vendéglátás, XXII. 24. old.
- Lindner, K. (1982). Élelmianyag-ismeret (2. átdolgozott kiadás). Budapest: Közgazdasági és Jogi Könyvkiadó.
- Lindner, K. (1983). Az ételkészítés technológiája (5. részben átdolgozott kiadás). Budapest: Közgazdasági és Jogi Könyvkiadó.
- Lindner, K. (1998). Élelmianyagismeret. Budapest: Student Szakkönyvüzlet Kft.
- Bíró, Gy. és Lindner, K. (szerk). (1988). Tápanyagtáblázat(11. átdolgozott, bővített. kiadás). Budapest: Medicina.
- Bíró, Gy. és Lindner, K. (szerk). (1999). Tápanyagtáblázat (12. átdolgozott, bővített. kiadás). Budapest: Medicina.
- Lindner, K. és Csizmadia, L. (1980). Lipcsében láttuk – hallottuk. Vendéglátás, XXIV. 24.old.
- Lindner, K., Pintér, I. és Dworschák, E. (1964). Különleges élelmiszerkészítmények és élelmi anyagok vizsgáló módszerei, valamint azok elbírálása. Budapest: Orvostovábbképző Intézet Élelmezésegészségtani tanszék.
- Lindner, K. és Vajda, P. (1974). Korszerű tájékoztatást – de szakszerűen! Vendéglátás, XVIII. 27. old.
- Lindner, K. és Vajda, P. (1983). Az ételkészítés technológiája 1. Budapest: Közgazdasági és Jogi Könyvkiadó.
- Tarján, R. és Lindner, K. (szerk). (1981). Tápanyagtáblázat (10. kiadás). Budapest: Medicina.

## Díjai, elismerései
- 1974-ben vehette át a Magyar Táplálkozástudományi Társaság Tangl Ferenc-emlékérmét
- Fenyő E-emlékérem